# 그리고리 라스푸틴
그리고리 예피모비치 라스푸틴(러시아어: Григо́рий Ефи́мович Распу́тин, 영어: Grigori Yefimovich Rasputin, 문화어: 그리고리 예피모비치 라스뿌찐, 1869년 1월 22일(구력 1월 10일)~1916년 12월 30일(구력 12월 16일))은 제정 러시아 말기의 파계 수도자이자 예언자이다. 혈우병에 걸린 황태자를 치료해준 것으로 황제의 신임을 얻었고 이후 황제의 배후에서 정치가 겸 외교관으로 내정 간섭을 일삼다 암살되었다.

## 입궁
시베리아 토볼스크 현에서 한 농부의 아들로 태어났으며, 18살 때부터 떠돌이 생활을 하기 시작했다. 본명은 그리고리 예피모비치 노비흐(Grigory Yefimovich Novykh)였으나 학창 시절 워낙 학습 태도가 불량하고 방탕하게 생활한 탓에 주변 사람들이 '방탕한 사람'이라는 뜻의 '라스푸틴'이라고 부르는 것이 그의 이름으로 고착되어 그리고리 라스푸틴으로 불리게 되었다.
1903년 당시 제정 러시아 수도인 상트 페테르부르크에 나타났고, 혈우병으로 고생한 황태자를 기도 요법으로 병세를 완화시켜 신망을 얻었으며, 귀족 대접을 받게 되었다.

## 폭정
극심한 신경쇠약에 시달리는 알렉산드라 황후는 라스푸틴 없이는 하루도 견디지 못하는 지경에까지 이르게 되자 라스푸틴은 이를 이용하여 니콜라이 2세를 사실상 허수아비로 만들며 폭정을 일삼았다.
니콜라이 2세의 여동생인 올가 알렉산드로바 여대공은 차라리 라스푸틴을 죽여 없애야 러시아가 평화로워진다고 하면서 라스푸틴을 몰아내려 하였다. 하지만 라스푸틴은 알렉산드라 황후의 지지를 받고 있었기 때문에 올가가 쉽게 건드릴 수 없었다.
라스푸틴은 러시아의 농민들에게 생계유지조차 어려울 만큼 가혹한 세금을 거둬들여 자신의 사리사욕을 채웠으며 이에 항의하는 농민들에게 총탄을 퍼붓기까지 했다.
이를 후세의 사람들은 피의 일요일이라 부르고 있다. 특히 1915년 니콜라이 2세가 제1차 세계대전에 직접 참전하게 되자 러시아는 완전히 라스푸틴의 천하가 되었는데 이때 라스푸틴의 폭정은 전무후무한 수준이었다. 이 때문에 러시아의 모든 일반 농민들은 물론이며 심지어는 황제파의 귀족들마저 황제에게 등을 돌리고 말았다.

## 최후
라스푸틴의 반대 세력이던 펠릭스 유수포프 공작, 드미트리 파블로비치, 푸리쉬케비치가 라스푸틴의 전횡으로 인해 반란이 일어날까 두려워 그를 처치하기로 모의하고, 궐석재판을 집행하여 라스푸틴에게 사형을 언도한 후 라스푸틴을 잔치로 초대했다. 그들은 준비한 독극물을 라스푸틴에게 먹였다.
그러나 라스푸틴은 독약(청산가리)을 먹었음에도 기타에 맞춰 춤을 추었는데, 그의 기행은 2시간 반 정도 계속되었다. 보통 사람은 청산가리를 먹고 5초 이내에 죽는데 그러지 않은 점으로 보아 청산가리가 오래되어 독성을 상실했다는 추측이 있다. 그러자 황족 펠릭스 유수포프가 그를 총으로 쏜 뒤 강철 지팡이로 머리를 마구 때리고 양탄자에 싸서 얼어 붙은 네바강 물에 빠뜨렸다. 이 때 라스푸틴의 몸에는 실탄이 4발이나 박혔다.
라스푸틴은 총상으로 인해 사망하였다. 라스푸틴의 부검 보고서에는 익사가 아니며 호흡 기관에는 물이 없다고 적혀있다. 소문으로는 실탄을 맞고 강철 지팡이에 머리를 맞을 때도 살아있었다거나 라스푸틴의 영구를 네바 강에서 건져 올릴 당시 네바 강 표면의 얼어붙은 얼음에서 라스푸틴의 손톱자국이 발견되어 사람들을 경악시켰다는 이야기가 있으나, 이는 모두 소문일 뿐이다.
라스푸틴은 처형되기 전에 편지를 썼는데, 내용은 그의 예언이었다. 그 예언은 '나는 이제 곧 죽을 것이다. 나를 죽이는 장본인이 황제의 친구(황족 혹은 인척)이면 황실도 머지않아 몰락할 것이고 귀족에게 죽는다면 차르는 25년 후에 러시아에서 자취를 감출 것이며 농부의 손에 죽는다면 차르는 수백 년 동안 이 땅을 다스릴 것이다'라는 내용이었다.
라스푸틴의 예언대로 몇 달 후에 블라디미르 레닌이 주도하는 세계 최초의 공산주의 혁명(볼셰비키 혁명)이 일어나 제정 러시아는 붕괴되었으며 로마노프 왕조도 단절되었다.

## 같이 보기
- 니콜라이 2세
- 러시아 제국